# (464380) 2016 AW184
(464380) 2016 AW184 es un asteroide perteneciente al cinturón de asteroides, descubierto el 4 de febrero de 2005 por el equipo Spacewatch desde el Observatorio Nacional de Kitt Peak (Arizona, Estados Unidos).